# Evansia merens
Evansia merens is een spinnensoort in de taxonomische indeling van de hangmatspinnen (Linyphiidae).
Het dier behoort tot het geslacht Evansia. De wetenschappelijke naam van de soort werd voor het eerst geldig gepubliceerd in 1900 door Octavius Pickard-Cambridge.